# Stockholm Radio
Stockholm Radio (Rufzeichen SDJ) ist die älteste und einzige kommerziell-öffentliche schwedische Küstenfunkstelle. Betreiber der Funkstelle ist NMSS (Nordic Maritime Services Stockholm AB).
Betreiber von dem Flugfunkservice ist seit 2003 Aviolinx.

## Geschichte
Die Geschichte des Seefunkdienstes im Gebiet von Stockholm beginnt im Jahr 1902. In diesem Jahr begann die Königlich Schwedische Marine eine Versuchs-Küstenfunkstelle auf der Festung Vaxholm (Vaxholm Radio/SAF) an der Ostsee-Einfahrt von Stockholm einzurichten. Diese erste Funkstelle wurde 1914 für den öffentlichen Seefunkdienst geöffnet. Die Station wurde von der Marine und der schwedischen Telekommunikationsbehörde zusammen betrieben. Die Station war mit einem 8 kW-Telefunken-Löschfunkensender ausgerüstet. In den 20er Jahren wurde diese Küstenfunkstelle mit einem weiteren Sender, der nun sowohl Telegrafie- und Telefoniesignale ausstrahlen konnte ausgerüstet. Zu dieser Zeit zog sich die Marine zurück, da es Streit über die Finanzierung und Leitung der Station gab.
Bis 1937 blieb die Station auf der Festung Waxholm. Dann wurde eine neue Funkstation für Mittelwellen-Funktelegrafie und -Telefonie auf dem Ort Stavsnäs im Schärengarten, ungefähr 40 km östlich der Stadt Stockholm gebaut. Bei der neuen Station wurde die Sende- und Empfangsstelle getrennt: Die Sendestelle wurde an der Küste errichtet, die Empfangsfunkstelle in der oberen gemieteten Etage einer Villa im Herzen des Ortes Stavsnäs eingerichtet. Über die Kriegsjahre hatte die Station zeitweise ein hohes Arbeitsaufkommen durch die kriegsbedingten Gefahren auch für die kommerzielle Schifffahrt und die Flüchtlingsströme auf der Ostsee.
1947 wurde ein neues Gebäude für die Betriebs- und Empfangsfunkstelle in einem Gebiet am Rande der Ortschaft gebaut. Im gleichen Jahre wurde die Rolle der zivilen Küstenfunkstellen im schwedischen Such- und Rettungssystem neu definiert und „Stockholm Radio“/SDJ zum Maritime Rescue Coordination Center (MRCC) für den schwedischen Teil der Ostsee bestimmt. 1973 wurde eine große Reorganisation des Sender-Netzwerks durchgeführt. Aufgrund der technischen Ablösung der Grenzwellentechnik durch UKW-Sender wurden eine Reihe kleinerer Mittelwellenstationen geschlossen und der UKW- und Grenzwellendienst auf die drei übrig gebliebenen Funkstellen konzentriert. Dies waren Göteborg Radio (SAG) im Westen, Stockholm Radio im Osten und Härnösand Radio (SAH) im Norden.
„Stockholm Radio“ zog 1979 in eine Etage des Gebäudes der regionalen Telekombehörde im Süden von Stockholm. Dieser Umzug war auch ein Teil der Vereinigung mit der Kurzwellen-Boden/Luft- und Punkt zu Punkt-Station „Enköping Radio“ (SAZ). 1980 war der Umzug und die Vereinigung abgeschlossen. Der UKW-Funkverkehr mit der Handelsschifffahrt und den Wochenendseglern im Gebiet des Archipels Stockholm wurde, zusammen mit den aufgaben als MRCC, das Hauptgeschäft.
1992 stellte eine Studie der Seefahrtsbehörde fest, dass die MRCC-Struktur anders zu strukturieren sei. Ein Resultat war, dass „Härnösand Radio“ (SAH) als nördlichste Funkstelle nicht mehr notwendig war. Die Mitarbeiter aus Härnösand wurden schnell an andere Arbeitsplätze versetzt und die Geräte nun rechnergesteuert. Wenige Monate nach diesem Projekt entschied die Seebehörde das MRCC Göteborg in eigener Regie zu betreiben. Damit gab es keine Einbindung des MRCC in den kommerziellen Küstenfunkdienst mehr.
Die handbetriebenen Grenzwellen-, Kurzwellen- und UKW-Dienste von Göteborg Radio wurden eingestellt und der kommerzielle Betrieb zu Stockholm Radio verlegt. Die Fernbedienung aller Geräte von Stockholm aus wurde im Herbst 1994 funktionstüchtig. Als Teil dieses Projektes wurde die Betriebsstelle von Stockholm Radio wieder in ein neues Haus, circa zehn Kilometer östlich des Stadtzentrums von Stockholm verlegt.
Stockholm Radio erfüllt heute viele verschiedene Aufgaben. Etwa 30 Mitarbeiter sind für den Betrieb angestellt und eine typische Tagesschicht ist mit 5 bis 6 Funkern und 3 in der Nachtschicht besetzt. Das Verkehrsaufkommen hat sich seit Mitte 1980 langsam aber ständig vermindert. Die Grenzwellen-Telegrafie erlebte nach der Öffnung des Eisernen Vorhangs und Zunahme des Außenhandels der Russischen Föderation über die Ostseehäfen eine Renaissance. In den Jahren 1991 bis 1995 wurden im Durchschnitt 40 Telegrafie-Telegramme zusätzlich angenommen. Über den UKW-Funkverkehr gehen in der Hochsaison in den Wochen der Sommerferien etwa 200–300 UKW-Anrufe ein, in den übrigen Monaten sind es 30 bis 50 Anrufe pro Tag.

## Arbeit

### Maritime Rescue Sub-Center
„Stockholm Radio“ arbeitet als MRSC (Maritime Rescue Sub-Center) als Nebenstelle von MRCC Göteborg. Zuständig ist MRSC Stockholm für den gesamten Bereich des Schwedischen Such- und Rettungsgebietes (SRR). „Stockholm Radio“/MRSC ist außerdem das technische Zentrum für das UKW-DSC (Kanal 70) und das Grenzwellen-DSC (2187,5 kHz) -Seenotwachsystem. Zusätzlich werden von Stockholm Radio alle Navigationswarnungen, Wetterberichte und sonstigen Sicherheitsinformationen sowie die schwedischen NAVAREA-Informationen in Sprechfunk und über NAVTEX gesendet.

### Kommerzielle Maritime-Dienste
Stockholm Radio bietet:
- Sicherheitswache auf 500 kHz (MRCC)
- Grenzwellen-Telefonie
- Grenzwellen-Fischfangberichte
- Sicherheitswache auf UKW-Kanal 16 (MRCC)
- UKW-Telefonie
- Kurzwellen-Telefonie (Maritex Seaphone)
- Verwendung von Anrufen und Buchungen durch das Maritex-Radiotelex-System
- Maritex-Kundendienst und -Systemüberwachung außerhalb der normalen Dienstzeit

Die Versorgungsgebiete für die kommerziellen Dienste sind die gesamten schwedischen Küstengewässer, zusätzlich Kurzwellendienste für den Atlantik, den Indischen Ozean und das Mittelmeer. Andere Dienste sind die Verkehrskontrolle in den Häfen und die Lotsenüberwachung.

### Flugfunk-Dienste
Seit den 1970er Jahren bietet Stockholm Radio auch einen Kurzwellen-Flugfunkdienst an. Für eine Reihe internationaler Airlines bietet die Station die Long Distance Operational Control Facility (LDOC) an.